# Tumbunascincus luteilateralis
Tumbunascincus luteilateralis — вид сцинкоподібних ящірок родини сцинкових (Scincidae). Ендемік Австралії. Це єдиний представник монотипового роду Tumbunascincus.

## Поширення і екологія
Tumbunascincus luteilateralis є ендеміками Національного парку Юнгелла на сході штату Квінсленд. Вони живуть у вологих гірських і рівнинних субтропічних лісах, у вологих місцевостях під поваленими деревами і на берегах струмків. Зустрічаються переважно на висоті від 900 до 1200 м над рівнем моря. Віддають перевагу прохолодним, тінистим місцевостям, активні вдень і в сутінках. Є живородними, народжують 5 дитинчат.